# 黄带猎蛛
黄带猎蛛（学名：Evarcha flavocincta）为跳蛛科猎蛛属的动物。分布于从爪哇到日本以及中国大陆的湖南、广东、广西、海南等地。该物种的模式产地在日本。